# Al-Ahli Sports Club (Gedda)
L'Al-Ahli Saudi Club Football Club (in arabo الأهلي السعودي‎?, al-ahlī al-saʿūdī, "Club nazionale saudita"), nota semplicemente come Al-Ahli o Al-Ahli SFC, è una società polisportiva saudita di Gedda, nota per lo più per la sua sezione calcistica, militante nella Lega saudita professionistica, la massima divisione del campionato saudita di calcio.
Fondata nel 1937 come Al-Thaghar, è la squadra saudita che ha vinto più volte (13) la Coppa del Re dei Campioni, di cui ha disputato ben 18 finali (come Al-Ittihad e Al-Hilal). In bacheca vanta anche 4 campionati sauditi, 6 Coppe del Principe della Corona saudita, 5 Coppe del Principe Faysal bin Fahd e una Supercoppa saudita, mentre a livello internazionale ha vinto una AFC Champions League Elite, una Champions League araba e 3 Coppe dei Campioni del Golfo.
È una delle quattro grandi squadre saudite insieme all'Al-Hilal, l'Al-Nassr e i concittadini dell'Al-Ittihad e, fino alla stagione 2021-2022, era assieme alle squadra già citate tra le uniche a non essere mai retrocesse.
Disputa le partite casalinghe allo stadio Città dello sport Re Abd Allah di Gedda.

## Storia
Il club fu fondato nel cuore di Gedda, in via Principe Muhammad bin Abd al-Aziz Al Sa'ud, nel 1937 con il nome di Al-Thaghar da un gruppo di studenti della scuola Al-Falah, la più antica della città.
Nel 2008 la squadra di pallamano dell'Al-Ahli vinse la Coppa dei Campioni dell'AHF, mentre la squadra di calcio vinse la Coppa dei Campioni del Golfo e altrettanto fece la squadra di pallavolo.
Dal 1983 al 1985 la squadra di calcio fu allenata dal brasiliano Telê Santana, che vinse due titoli, la Coppa del Re dei Campioni nel 1983 e il campionato saudita del 1984. Nel 1985-1986 il club perse la finale del campionato d'Asia per club.
Il 3 luglio 2009 la squadra fu ricevuta dal Custode delle due Sacre Moschee, il re Abd Allah, dopo aver vinto quattro trofei internazionali nel 2008, ricevendo per l'occasione il titolo onorifico di "ambasciatore della patria".
Nel 2012 l'Al-Ahli, allenato da Karel Jarolím (in carica dal 2011 al 2013), raggiunse la finale della AFC Champions League, dove fu sconfitto.
Dal 2014 al 2016, sotto la guida dello svizzero Christian Gross, la squadra vinse tre titoli: la Coppa del Principe della Corona saudita 2014-2015, il campionato saudita 2015-2016 e la Coppa del Re dei Campioni del 2016. Al termine del campionato 2021-2022 l'Al-Ahli retrocesse in seconda serie, per poi riguadagnare la promozione già l'anno dopo.
Nell'estate del 2023 la squadra di Gedda si è unita alla calda sessione di calciomercato delle squadre saudite, acquistando alcune ex stelle del calcio europeo come Roberto Firmino, Edouard Mendy, Riyad Mahrez e Franck Kessié, nonché il giovane centrocampista Gabri Veiga.
Nel 2024-2025 si aggiudica per la prima volta la AFC Champions League Elite vincendo la finale contro il Kawasaki Frontale per 2-0.

## Organico

### Rosa 2025-2026
Rosa aggiornata al 17 agosto 2025.
| N. |                           | Ruolo | Calciatore                 |
| -- | ------------------------- | ----- | -------------------------- |
| 1  | Arabia Saudita (bandiera) | P     | Abdulrahman Salem Al-Sanbi |
| 2  | Belgio (bandiera)         | D     | Matteo Dams                |
| 3  | Brasile (bandiera)        | D     | Roger Ibañez               |
| 5  | Arabia Saudita (bandiera) | D     | Mohammed Baker             |
| 6  | Arabia Saudita (bandiera) | D     | Mohammed Bassam Al-Hurayji |
| 7  | Algeria (bandiera)        | A     | Riyad Mahrez               |
| 8  | Arabia Saudita (bandiera) | C     | Sumayhan Al-Nabit          |
| 9  | Arabia Saudita (bandiera) | A     | Firas Al Brikan            |
| 10 | Francia (bandiera)        | C     | Enzo Millot                |
| 11 | Brasile (bandiera)        | C     | Alexsander                 |
| 13 | Brasile (bandiera)        | A     | Wenderson Galeno           |
| 15 | Arabia Saudita (bandiera) | A     | Abdullah Alammar           |
| 16 | Senegal (bandiera)        | P     | Édouard Mendy              |
| 19 | Arabia Saudita (bandiera) | C     | Fahad Al-Rashidi           |
| 26 | Arabia Saudita (bandiera) | D     | Fahad Al Hamad             |
| 27 | Arabia Saudita (bandiera) | D     | Ali Majrashi               |
| 28 | Turchia (bandiera)        | D     | Merih Demiral              |
| 30 | Arabia Saudita (bandiera) | C     | Ziad Al-Juhani             |

| N. |                           | Ruolo | Calciatore                    |
| -- | ------------------------- | ----- | ----------------------------- |
| 31 | Arabia Saudita (bandiera) | D     | Saad Yaslam                   |
| 35 | Arabia Saudita (bandiera) | D     | Mahmoud Al Tumbkti            |
| 39 | Arabia Saudita (bandiera) | C     | Yaseen Al-Zubaidi             |
| 40 | Arabia Saudita (bandiera) | C     | Ali Al Asmari                 |
| 45 | Arabia Saudita (bandiera) | C     | Abdulkarim bin Mohamed Darisi |
| 46 | Arabia Saudita (bandiera) | D     | Rayan Hamed                   |
| 62 | Arabia Saudita (bandiera) | P     | Abdullah Ahmed Abdo           |
| 79 | Costa d'Avorio (bandiera) | C     | Franck Kessié                 |
| 87 | Arabia Saudita (bandiera) | C     | Ramez Zaid Alattar            |
| 90 | Arabia Saudita (bandiera) | D     | Amar Hamed Al Yuhaybi         |
| 99 | Inghilterra (bandiera)    | A     | Ivan Toney                    |
|    | Arabia Saudita (bandiera) | P     | Bader Kabli                   |
|    | Arabia Saudita (bandiera) | D     | Riyadh Eisa Yami              |
|    | Arabia Saudita (bandiera) | C     | Adnan Al Bishri               |
|    | Arabia Saudita (bandiera) | A     | Mohammed Al Amri              |
|    | Arabia Saudita (bandiera) | A     | Ziyad Al Ghamdi               |
|    | Francia (bandiera)        | A     | Allan Saint-Maximin           |

## Allenatori e presidenti

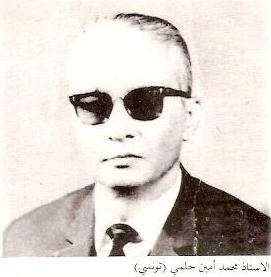
Mohamad Amin Helmy, uno dei fondatori del club, nonché primo allenatore.

| Allenatori - 1937-1951 Mohamad Amin Helmy - 1952-1961 Ahmed Abdullah - 1961-1965 Abdullah Abdul Majid/Ahmed Al Yafei - 1966-1967 Mr. Michael - 1967-1969 Oscar Hold - 1969-1971 Abdullah Abdul Majid/Ahmed Al Yafei - 1972-1976 Taha Ismail - 1978-1980 Didi - 1980-1981 Jorge Silva Vieira - 1981-1982 Carlos the Jackal - 1983-1985 Telê Santana - 1985 Mahmoud El-Gohary - 1985-1986 Ahmed Bouajila - 1986-1988 Mahmoud El-Gohary - 1988-1989 Eckhard Krautzun - 1989-1990 Sebastião Lazaroni - 1990 Zanata - 1990-1991 Xanana - 1992-1993 Luiz Felipe Scolari - 1994 Nabil Maaloul Peter Shtoob - 1994-1995 Ahmed Al-Saghir Márcio Máximo - 1995-1996 Luís Antônio Zaluar - 1996-1997 Vantuir - 1998 Cabralzinho - 1998-1999 Amin Dabo - 1999-2000 Zanata - 2000 Miguel Ángel López - 2000-2002 Luka Peruzović - 2002 Yousef Anbar (ad interim) - 2002-2003 Dimitrije Davidović - 2003 Ilija Lukić Pierre Lechantre - 2003-2004 Valmir Louruz - 2004-2005 Geninho - 2005 Yousef Anbar (ad interim) Ilija Lukić - 2005-2007 Nebojša Vučković - 2007 Yousef Anbar (ad interim) Theo Bücker - 2007-2008 Nebojša Vučković - 2008 Yousef Anbar (ad interim) - 2008-2009 Stoycho Mladenov - 2009 Gustavo Alfaro Alan Guido (ad interim) - 2009-2010 Sérgio Farias - 2010 Trond Sollied Khaled Badra ad interim - 2010-2011 Milovan Rajevac - 2011 Aleksandar Ilić - 2011-2013 Karel Jarolím - 2013 Aleksandar Ilić - 2013-2014 Vítor Pereira - 2014-2016 Christian Gross - 2016 José Manuel Gomes - 2016-2017 Christian Gross - 2017-2018 Serhij Rebrov - 2018 Fathi Al-Jabal - 2018-2019 Pablo Guede - 2019 Jorge Fossati Yousef Anbar Branko Ivanković Saleh Al-Mohammadi (ad interim) - 2019-2020 Christian Gross - 2020 Mazen Bahkali (ad interim) - 2020-2021 Vladan Milojević - 2021 Faiçal Gormi (ad interim) Laurențiu Reghecampf - 2021-2022 Besnik Hasi - 2022 Yousef Anbar (ad interim) Robert Siboldi - 2022-2023 Pitso Mosimane - 2023-in corso Matthias Jaissle | Presidenti - 1937-1939 Hassan Shams - 1949-1951 Omar Mahmud Shams - 1951-1953 Hassan Sorour Al-Sabban - 1954 Abdullah Ahmed Buhairi - 1955 Omar Mahmud Shams - 1956-1957 Ali Jasser - 1957 Mohammed Al Qashlan - 1958-1959 Abdul Rahman bin Saeed - 1960 Jamil Qumsaniun - 1961 Abdel Fattah Abed Rabbo - 1962 Abdullah Ahmed Buhairi - 1962-1963 Abdel Fattah Abed Rabbo - 1964-1968 Omar Abed Rabbo - 1969-1971 Mohammed Saleh bin Hamad - 1972–1973 Abdullah Saad Al Qanab - 1974 Abdul Majeed Ahmed Youssef - 1975-1979 Khalid bin Abd Allah Al Sa'ud - 1980 Abd Allah bin Faysal bin Turki bin I Al Sa'ud - 1981-1983 Mohammed bin Abdullah Al Saud - 1984-1985 Abdul Razzaq Abu Dawood - 1986 Ahmed Eid Al-Harbi - 1987-1993 Khalid bin Abd Allah Al Sa'ud - 1993-1994 Abd Allah bin Faysal bin Turki bin I Al Sa'ud - 1994-1995 Badr bin Fahd bin Saad0 - 1995–1996 Zaki Asad Rahimi - 1996–1997 Abdulaziz Abdel Aal - 1997–1997 Salman Al-Sudairy - 1998-2002 Nawaf bin Abdulaziz bin Turki - 2003 Abdul Razzaq Abu Dawood - 2004 Ahmed Al-Marzouki - 2004-2006 Ayman Saleh Fadel - 2006 Abdul Razzaq Abu Dawood - 2006-2008 Ahmed Al-Marzouki - 2008-2010 Abdulaziz Al-Anqari - 2010-2015 Fahd bin Khalid - 2015-2016 Musaeid Halil Al-Zuwaihry - 2016-2017 Ahmed Al-Marzouki - 2017 Fahd bin Khalid - 2017-2018 Turki Muhammad Al-Abdullah Al-Faisal - 2018-2019 Majid Al Nifai - 2019 Abdullah Batterjee - 2019-2020 Ahmed bin Bakr Al-Sayegh - 2020-2021 Abdal'ilah Muamana - 2021-2022 Majid Al Nifai - 2022-oggi Walid Abdul Razzaq Moaz |

## Statistiche e record

### Partecipazione alle competizioni internazionali
| Competizione                      | Partecipazioni | Debutto   | Ultima stagione | Totale |
| --------------------------------- | -------------- | --------- | --------------- | ------ |
| AFC Champions League              | 14             | 1985-1986 | 2025            | 21     |
| Coppa dei Campioni araba per club | 5              | 2000      | 2006-2007       | 21     |
| Coppa dei Campioni del Golfo      | 2              | 2002      | 2008            | 21     |

## Palmarès

### Competizioni nazionali
- Campionato saudita: 4

1969, 1978, 1984 , 2015-2016
- Campionato saudita di seconda divisione: 1

2022-2023
- Coppa del Re dei Campioni: 13  (record)

1962, 1965, 1969, 1970, 1971, 1972, 1977, 1978, 1979, 1983, 2011, 2012, 2016
- Coppa della Corona del Principe saudita: 6

1957, 1970, 1998, 2002, 2007, 2015
- Coppa del Principe Faysal bin Fahd: 3

2001, 2002, 2007
- Supercoppa saudita: 1

2016

### Competizioni internazionali
- Champions League araba: 1

2003
- Coppa dei Campioni del Golfo: 3

1985, 2002, 2008
- AFC Champions League Elite: 1

2024-2025